# Tor San Lorenzo
Tor San Lorenzo è una popolosa frazione del comune di Ardea, situata dove sorge l'omonima torre, una delle più antiche torri costiere del Lazio, situata nell'Agro Romano.

## Descrizione

### Rinvenimenti archeologici
Durante alcuni sopralluoghi effettuati nel 1979, si rinvennero, in località Spiagge di San Lorenzo, a 500 metri circa dal mare e al chilometro 12,300 della via Ardeatina, vicino al ponte della Caparella (oggi Caffarella), due concentrazioni di materiali fittili.
L’insediamento era ubicato ai bordi della laguna costiera, a poca distanza da un immissario (Fosso della Caffarella). 
Già nel 1981, vennero segnalate la presenza a Spiagge San Lorenzo di “alcune centinaia di frammenti fittili, tra i quali sono comuni le decorazioni a solcature, le sopraelevazioni nastriformi o asciformi e le prese quadrangolari con apici a lobo, e due fori (interessante la mancanza di manici nastriformi con apici revoluti). Alcuni frammenti di ciotole ed anse a gomito sembrerebbero indiziare la presenza di materiali più antichi”.

### Il luogo
La prima menzione della località risale al 1074, in una bolla di papa Gregorio VII, che la citava fra i beni della Basilica di San Paolo fuori le mura di Roma, che possedeva la metà del tenimentum ecclesiae Sancti Laurentii:
(Papa Gregorio VII, da Antonio Nibby, Analisi storico-topografico-archeologica della carta de' dintorni di Roma.)

### La Torre di avvistamento
Avviata intorno al 1570 la costruzione dalla Camera Apostolica, la Torre di Tor San Lorenzo fu progettata (probabilmente costruita su disegno di Michelangelo Buonarroti), e costruita su commissione di Ascanio Caffarelli, proprietari della tenuta circostante, e della chiesa (La torre prende il nome dalla vicina chiesa paleocristiana dedicata al santo), con lo scopo di difendere efficacemente il territorio dalle incursioni dei pirati barbareschi, su invito di Papa Pio V. 
L’avamposto difensivo si erge per trenta metri di altezza, con base quadrata e pareti inclinate. Le mura sono raggiungibili attraverso una rampa con ponte levatoio. Dalla Torre i soldati potevano avvistare eventuali navi sospette.
Tra tutte quelle realizzate sul litorale romano, questa era considerata la più imponente e bella, per questo gli stessi corsari Turchi vedendola la definirono la “Pomposa”.  Fu parte di un sistema difensivo di dodici torri lungo il litorale laziale, ed è situata ad un centinaio di metri dal mare, in un complesso caratterizzato da un tomboleto con un complesso di dune alte fino a dieci metri ricoperte da una fitta macchia mediterranea.
Prima del danneggiamento causato da bombardamenti durante la seconda guerra mondiale, presentava, in cima ai suoi oltre trenta metri di altezza, la piazza d'armi, accessibile tramite una rampa gradinata in muratura.

### La tenuta
La tenuta di San Lorenzo invece passò di mano tra le famiglie Caffarelli, Bartoli e Pallavicini.
Oggi, la località in cui la torre è inglobata ed a cui ha dato nome, è in costante crescita. Nel 1997 è stata creata l'Associazione Pro Loco Tor San Lorenzo che cura e tutela lo sviluppo turistico della frazione.
Il territorio di Tor San Lorenzo è parte del comune di Ardea ed è delimitato dal fosso Grande. La parte a sud/sud-est del fosso grande dal bivio tra la via Severiana e la via di Pratica di Mare costituisce la frazione di Tor San Lorenzo.

### Flora
A Tor San Lorenzo sono presenti sulle spiagge a nord, la Portulaca granulato-stellulata, la Portulaca macrantha (P. papillato-stellulata), il pancrazio marittimo o giglio di mare (specie protetta).

## Popolazione
Al momento la frazione ha una popolazione residente in forte crescita. Dai 18.000 abitanti del 2008 si stima che oggi vi risiedano stabilmente 22.000 persone. L'aumento è in parte dovuto alla comunità straniera ma è dovuto in massima parte al trasferimento alla casa del mare di molte famiglie romane che hanno venduto la casa di città per trasferirsi più a contatto con la natura e in zone con l'aria pulita.